# Jimalalud
Jimalalud is een gemeente in de Filipijnse provincie Negros Oriental. Bij de laatste census in 2007 had de gemeente bijna 28 duizend inwoners.

## Geografie

### Bestuurlijke indeling
Jimalalud is onderverdeeld in de volgende 28 barangays:
| - Aglahug - Agutayon - Apanangon - Bae - Bala-as - Bangcal - Banog - Buto - Cabang - Camandayon - Cangharay - Canlahao - Dayoyo - Eli | - Lacaon - Mahanlud - Malabago - Mambaid - Mongpong - Owacan - Pacuan - Panglaya-an - North Poblacion - South Poblacion - Polopantao - Sampiniton - Talamban - Tamao |

## Demografie
Jimalalud had bij de census van 2007 een inwoneraantal van 27.728 mensen. Dit zijn 972 mensen (3,6%) meer dan bij de vorige census van 2000. De gemiddelde jaarlijkse groei komt daarmee uit op 0,49%, hetgeen lager is dan het landelijk jaarlijks gemiddelde over deze periode (2,04%).

## Geboren in Jimalalud
- Onesimo Gordoncillo (16 februari 1935), aartsbisschop van Capiz (overleden 2013).